# Уржумцев, Павел Васильевич
Павел Васильевич Уржумцев (23 сентября 1925 — 23 июня 2013) — сотрудник Издательства Московской Патриархии и Издательского Совета Русской Православной Церкви, переводчик, писатель, богослов.

## Биография
Родился в 1925 году, в городе Ишиме. В 1940 году вместе с родителями переехал в Казахстан. Начал церковную службу в Никольском кафедральном соборе Алма-Аты. Там он был посвящён во иподиакона. В 1949 году Уржумцев поступил в Саратовскую Духовную семинарию. 
Окончив её в 1953 году, был принят в Ленинградскую Духовную академию, которую окончил в 1957 году со степенью кандидата богословия за сочинение «Великая агиасма (происхождение обряда и значение его в свете содержания водосвятных молитв по евхологионам IX—X веков)». Переводил с древних языков, был редактором различных общецерковных изданий. 
Участвовал в создании официального календаря Русской Православной Церкви. Был заместителем Главного редактора Издательства Московской Патриархии.
Умер 23 июня 2013 года в 4-й городской больнице Москвы на 88-м году жизни. 28 июня был отпет в 12.00 в Покровском храме Свято-Данилова монастыря. Был похоронен на Хованском кладбище рядом с могилой своей матери.

## Награды[1]
- Орден святого равноапостольного великого князя Владимира II
- Орден святого равноапостольного великого князя Владимира III
- Орден святого благоверного князя Даниила
- Орден митрополита Московского Макария
- Орден преподобного Сергия Радонежского II степени

## Публикации
- Алексий, Патриарх Московский и всея Руси. «Слова, речи, послания, обращения» (1954—1957). Т. III, издание Московской Патриархии, М., 1957 // Журнал Московской Патриархии. М., 1957. № 11. стр. 78-80.
- Всемилостливый Спас Смоленский (историко-иконографический очерк) // Журнал Московской Патриархии. М., 1957. № 9. стр. 17-19.
- Свящ.-проф. Вл. Прелипчану. Новое издание Библии на русском языке. Из журнала «Ortodoxia» № 1, январь — март 1957 г. // Журнал Московской Патриархии. М., 1957. № 9. стр. 80.
- Сретение Господне // Журнал Московской Патриархии. М., 1958. № 2. стр. 36-38.
- Преподобный Алексий, Человек Божий // Журнал Московской Патриархии. М., 1958. № 3. стр. 32-37.
- Св. Евфимий, архиепископ Новгородский (к 500-летию со дня смерти) // Журнал Московской Патриархии. М., 1958. № 4. стр. 60-63.
- Сошествие Иисуса Христа во ад // Журнал Московской Патриархии. М., 1958. № 4. стр. 36-44.
- Святыни невских берегов // Журнал Московской Патриархии. М., 1958. № 9. стр. 11-18.
- Требник (в двух частях. Стр. 960. Изд. Московской Патриархии. М., 1956) // Журнал Московской Патриархии. М., 1958. № 11. стр. 72-74.
- Митрополит Николай, «Слова и речи», т. IV (1954—1957 гг.). Издание Московской Патриархии. 1958 // Журнал Московской Патриархии. М., 1958. № 12. стр. 64-65.
- Шведская Церковь (исторический очерк) // Журнал Московской Патриархии. М., 1959. № 11. стр. 73-79.
- Христианская Церковь в Индии // Журнал Московской Патриархии. М., 1960. № 3. стр. 49-61.
- Из жизни Старокатолической Церкви // Журнал Московской Патриархии. М., 1960. № 4. стр. 70-74.
- Служебник. Издание Московской Патриархии. М., 1958 год // Журнал Московской Патриархии. М., 1960. № 4. стр. 75-76.
- Из жизни Старокатолических Церквей: Германия // Журнал Московской Патриархии. М., 1960. № 6. стр. 65.
- Из жизни Старокатолических Церквей: пастырское послание епископа Иоганна Иозефа Деммеля // Журнал Московской Патриархии. М., 1960. № 6. стр. 62-64.
- Московский храм во имя Святителя Николая, что в Хамовниках // Журнал Московской Патриархии. М., 1960. № 6. стр. 36-40.
- Из жизни Старокатолических Церквей // Журнал Московской Патриархии. М., 1960. № 7. стр. 72-73.
- Из жизни Шведской Церкви // Журнал Московской Патриархии. М., 1960. № 8. стр. 79-80.
- О церковно-богослужебной дисциплине // Журнал Московской Патриархии. М., 1960. № 9. стр. 45-51.
- К взаимоотношениям Англиканской и Старокатолической Церквей // Журнал Московской Патриархии. М., 1960. № 9. стр. 74-75.
- Пражский призыв // Журнал Московской Патриархии. М., 1960. № 11. стр. 32-34.
- «…And on earth peace». Prague, 13-18 june 1961. Documents of the First All-Christian Peace Assembly («…И на земли мир». Прага, 13-18 июня 1961. Документы Первого Общехристианского Конгресса в защиту мира. — Прага, 1961, 190 стр. [на англ. яз.]) // Журнал Московской Патриархии. М., 1962. № 1. стр. 80.
- Христианство и национальный вопрос // Журнал Московской Патриархии. М., 1962. № 4. стр. 42-47.
- «Ты ли еси Грядый, или иного чаем?» // Журнал Московской Патриархии. М., 1962. № 5. стр. 60-64.
- Церковно-общественные мотивы в проповедях епископа Иоанна Смоленского // Журнал Московской Патриархии. М., 1962. № 6. стр. 67-74.
- Участие Русской Православной Церкви в деле защиты мира в 1962 году // Журнал Московской Патриархии. М., 1963. № 2. стр. 54-56.
- Сила благословения (к тысячелетию Лавры св. Афанасия на Афоне) // Журнал Московской Патриархии. М., 1963. № 3. стр. 59-68.
- Годичный круг евангельских чтений // Журнал Московской Патриархии. М., 1963. № 9. стр. 65-71.
- Протоиерей В. П. Мошков (некролог) // Журнал Московской Патриархии. М., 1965. № 10. стр. 20-21.
- Кардинал Августин Беа о Евхаристии и единстве христиан // Журнал Московской Патриархии. М., 1966. № 2. стр. 55-58.
- Послание президентов ВСЦ ко дню Святой Пятидесятницы 1966 года // Журнал Московской Патриархии. М., 1966. № 7. стр. 58-59.
- Греческие иерархи — гости Русской Церкви // Журнал Московской Патриархии. М., 1967. № 1. стр. 29-32.
- Ежегодник Православной Церкви в Чехословакии. 1967. Прага, 1967, 172 с. (на русском языке с резюме на английском) // Журнал Московской Патриархии. М., 1968. № 9. стр. 77-79.
- Школа русского Гоара в Ленинградской духовной академии [библ. 32] // Богословские труды. М., 1969. № 4. стр. 91-93.
- Сессия Центрального комитета ВСЦ в Кентербери // Журнал Московской Патриархии. М., 1969. № 12. стр. 55-57.
- Прославление старца Германа Аляскинского // Журнал Московской Патриархии. М., 1970. № 11. стр. 48-50.
- Профессор Николай Дмитриевич Успенский (К 50-летию научной деятельности) // Богословские труды. М., 1975. № 13. стр. 8-19.
- На епископской хиротонии в тбилисском Сионе // Журнал Московской Патриархии. М., 1976. № 9. стр. 50-57.
- Зарубежные отклики в связи с кончиной митрополита Ленинградского и Новгородского Никодима // Журнал Московской Патриархии. М., 1979. № 5. стр. 21-29. (в соавторстве с игуменом Илианом (Востряковым) и священником Евгением Жданом)
- Новые издания Московской Патриархии [календари, Требник] // Журнал Московской Патриархии. М., 1981. № 1. стр. 77-78.
- Заслуженный профессор протоиерей Михаил Кронидович Сперанский [некролог] // Журнал Московской Патриархии. М., 1984. № 12. стр. 38-40. (в соавторстве)
- Пребывание Святейшего Патриарха Алексия II в Святой Земле // Журнал Московской Патриархии. М., 1997. № 8. стр. 30-39.
- «Богослужебные указания на 1998 год» // Журнал Московской Патриархии. М., 1998. № 3. стр. 76-77.
- Пребывание Святейшего Патриарха Алексия II в Святой Земле // Богословские труды. М., 1999. № 35. стр. 9-18.
- О дате Святой Пасхи в 2002 году // Журнал Московской Патриархии. М., 2002. № 3. стр. 81-85.